# Ancienne clique du Guangxi

Localisation géographique du Guangxi.

L'ancienne clique du Guangxi est, en Chine, une des plus puissantes cliques de seigneurs de guerre, établie dans la province du Guangxi après la fondation de la République de Chine. 

## Une clique puissante: 1916-1922
Dirigée par Lu Rongting, la clique parvient à prendre le contrôle du Hunan, du Guizhou et du Guangdong, voisins. Avec la clique du Yunnan, elles forment le centre de l'opposition aux ambitions impériales de Yuan Shikai durant la guerre de protection de la nation. 
Au vu de son prestige en 1916 après sa victoire contre Yuan Shikai, la clique put étendre aisément son contrôle sur les provinces chinoises méridionales notamment le Guizhou et une partie du Hunan et du Guangdong. Lu Rongting reçut même de l'armée de Beiyang le titre de commandant en chef des armées du Guangxi et du Guangdong.
Avec la clique du Yunnan et le parti révolutionnaire chinois, incarné par le Tongmenghui de Sun Yat-sen, ils entament le mouvement de protection de la constitution contre la clique de l'Anhui de Duan Qirui. Lu Rongting s'assura également d'avoir de bonnes relations avec la clique du Zhili de Wu Peifu. 
Mais des désaccords naissent cependant rapidement entre Sun Yat-sen et Lu Rongting et les camps se séparent. En 1918, Lu Rongting chasse Sun Yat-sen de Canton mais ce dernier revient avec une armée et, aidé par Chen Jiongming et la clique du Yunnan, défait l'armée de Lu Rongting au cours des guerres Guangdong-Guangxi. 

## La désagrégation de la clique: 1922-1925
L'ancienne clique du Guangxi se décompose alors. En effet, Lu Rongting doit s'enfuir et s'exiler à Shanghai tandis que de multiples lieutenants locaux de la clique luttent et s'entre-déchirent afin de succéder à Lu Rongting tout en luttant et résistant contre Chen Jiongming. Ce dernier conquiert cependant en août 1921 Nanning et une bonne partie du Guangxi. Toutefois, la résistance des bandes armées survivantes de la clique se poursuit et rend le contrôle effectif de la province par le Guangdong très nominal. 
En 1922, la clique perdit aussi son contrôle au Guizhou qui s'émiette, tandis que Lin Junin (林俊廷) et Han Caifeng (韓彩鳳) créent une armée dite de l'indépendance et finissent par occuper toute la province du Guangxi. De plus, Sun Yat-sen et Chen Jiongming se divisent car Chen Jiongming entend devenir lui aussi un seigneur de la guerre et contrôler tout le Guangdong alors que Sun Yat-sen vise à un gouvernement central unifié pour la Chine. Comme la clique du Zhili a reconnu Chen Jiongming gouverneur militaire dans le sud, il rompit avec Sun Yat-sen et évacua le Guangxi en mai 1922. Le Guangxi fut alors livré à une anarchie complète sanglante, car chaque petit groupe se livraient d'intenses combats pour investir et réoccuper en premier les villages abandonnés par le Guangdong ou pour mettre la main sur les réserves de munitions et d'armes.
Le chaos s'accroît lorsqu'en 1923 Lu Rongting revient au Guangxi pour reconquérir sa clique. Il entend pour cela s'appuyer sur la forte ethnie Zhuang. Mais cela supposait de s'allier avec les multiples clans familiaux des Zhuang, leur accordant à chacun une large autonomie. En définitive, la véritable puissance de Lu Rongting en était considérablement diluée. Mais il reçut le soutien de la clique du Zhili de Wu Peifu. Il parvient à s'emparer du sud du Guangxi. Mais la nouvelle génération de généraux, mieux formée et aussi très ambitieuse, contra son avancée. 
Dans ce chaos, chaque clan local cherchait à se financer par le trafic de l'opium. Une route d'opium de grande importance reliait le Yunnan au Guizhou par la plaque tournante majeure de la ville de Baise. Ce trafic était dirigé par la mafia de Wuzhou. Un jeune général, Huang Shaohong, parvint à s'emparer de Baise et de Wuzhou, lui permettant dès lors de financer une troupe moderne, bien équipée et aguerrie.
Finalement, en 1925, le Kuomintang intervient pour ramener de l'ordre dans le Guizhou et le Guanxi. Des seigneurs de la guerre comme Li Zongren (李宗仁) et Huang Shaohong (黃紹竑) acceptèrent de se soumettre nominalement au gouvernement Guangzhou. Mais Lu Rongting, qui s'y refusait, fut contraint de repartir en exil à Shanghai. Les armées des autres seigneurs de la guerre récalcitrants comme celles de Shen Hongying (en) furent annihilées par l'armée du Kuomintang.
Ainsi, la première clique du Guangxi était si morcelée qu'elle n'existait presque plus.  En 1925 se reconstitua alors une nouvelle clique du Guangxi.

## Cartes

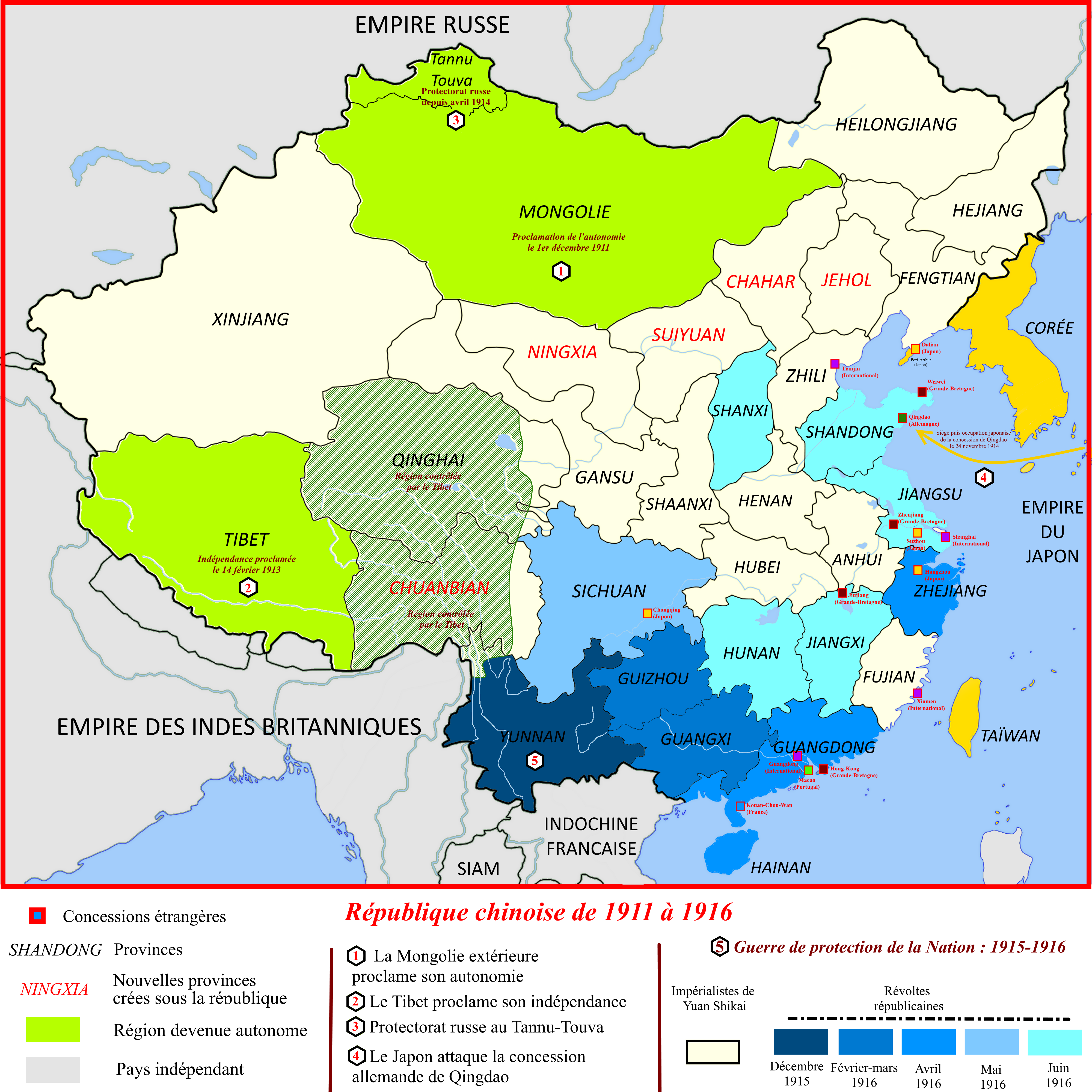
Carte de la Chine de 1911 à 1916
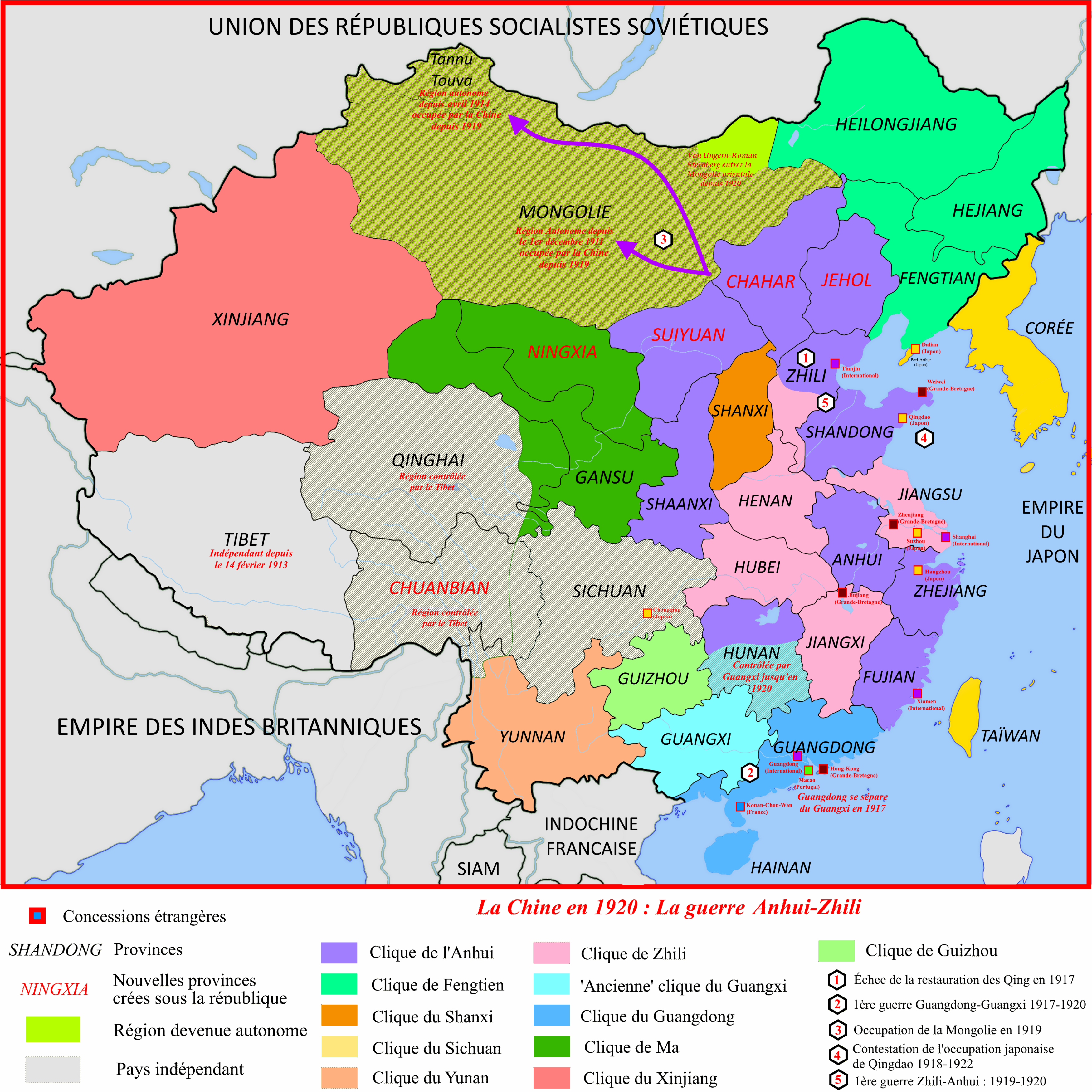
Carte de la Chine de 1916 à 1920
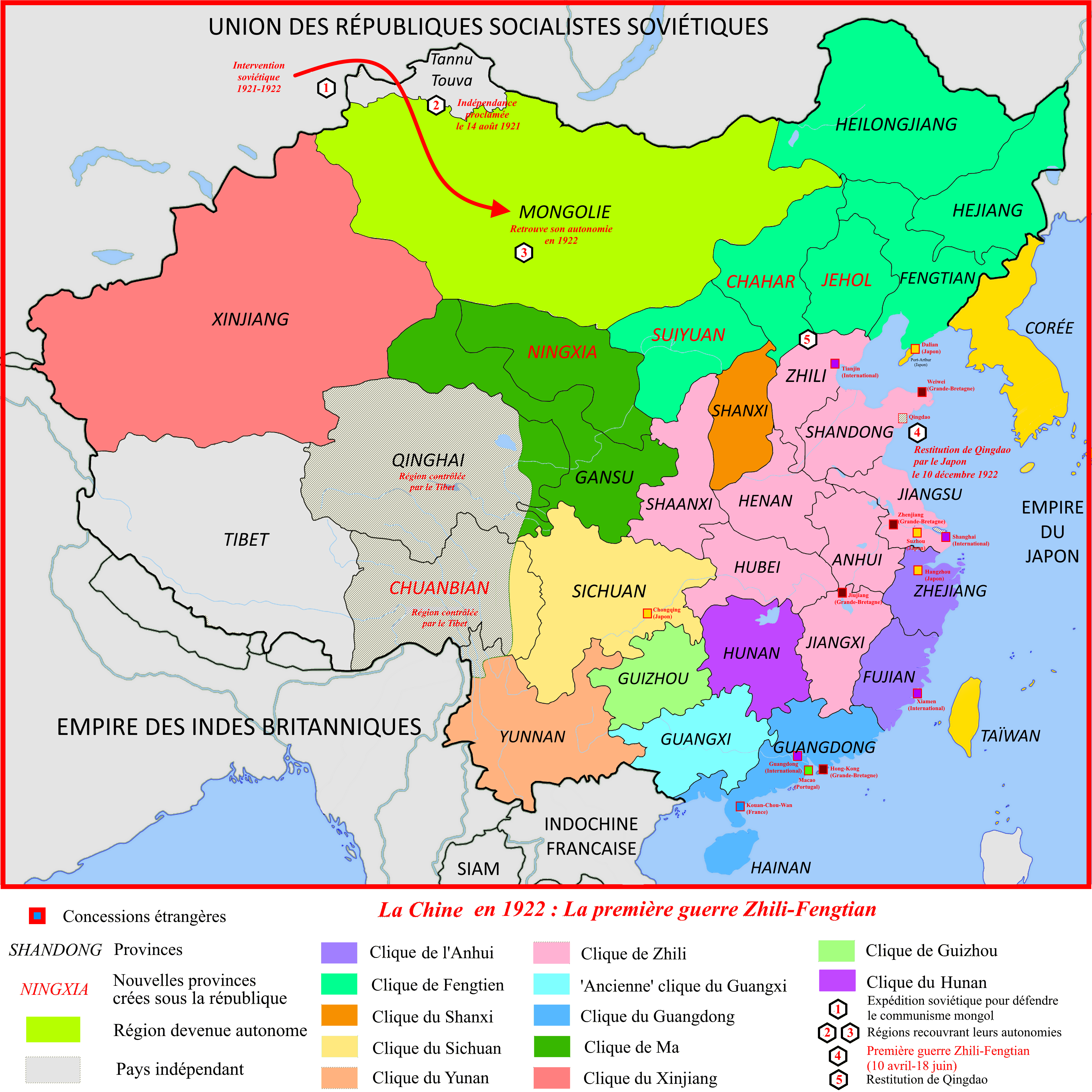
Carte de la Chine de 1921 à 1922
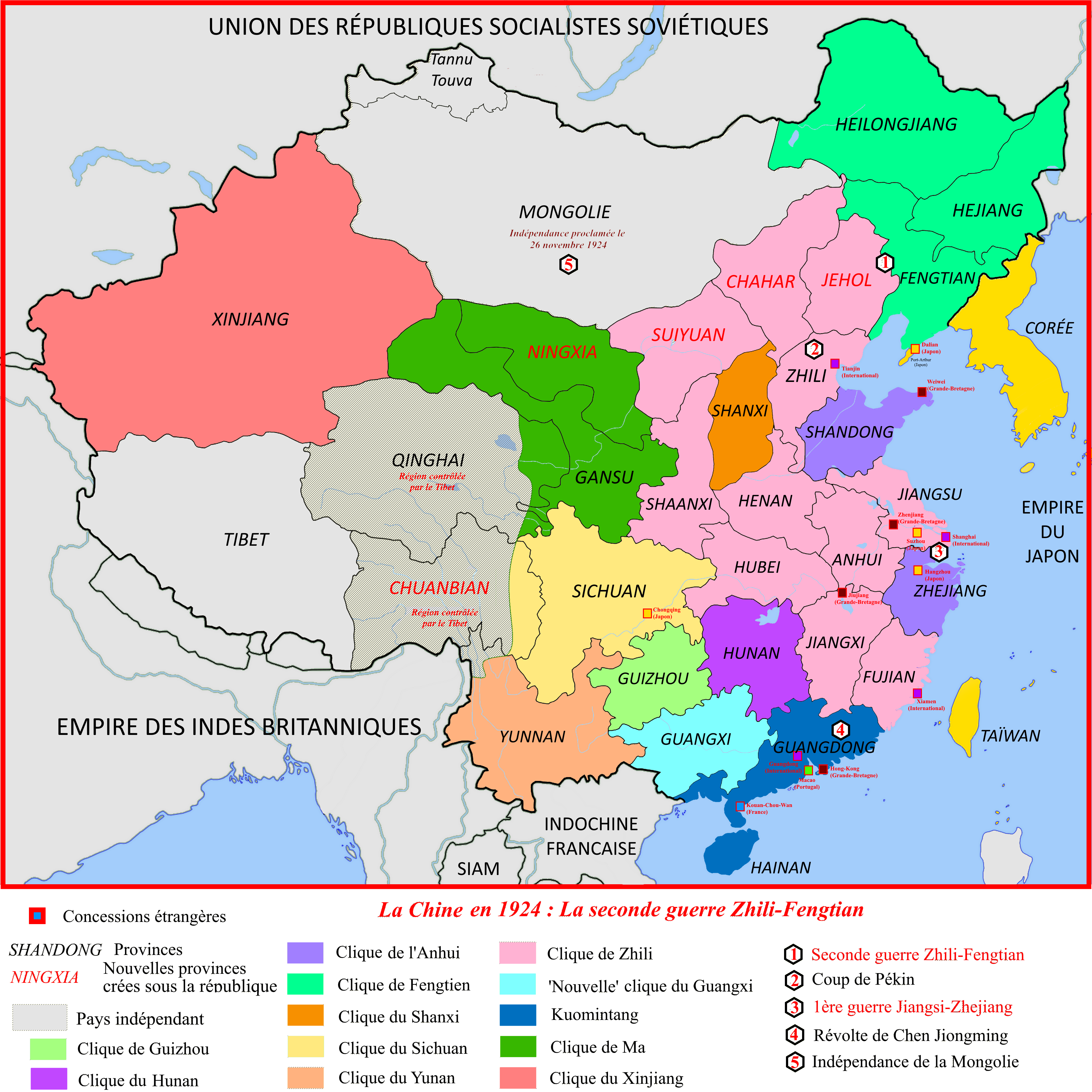
Carte de la Chine de 1923 à 1924
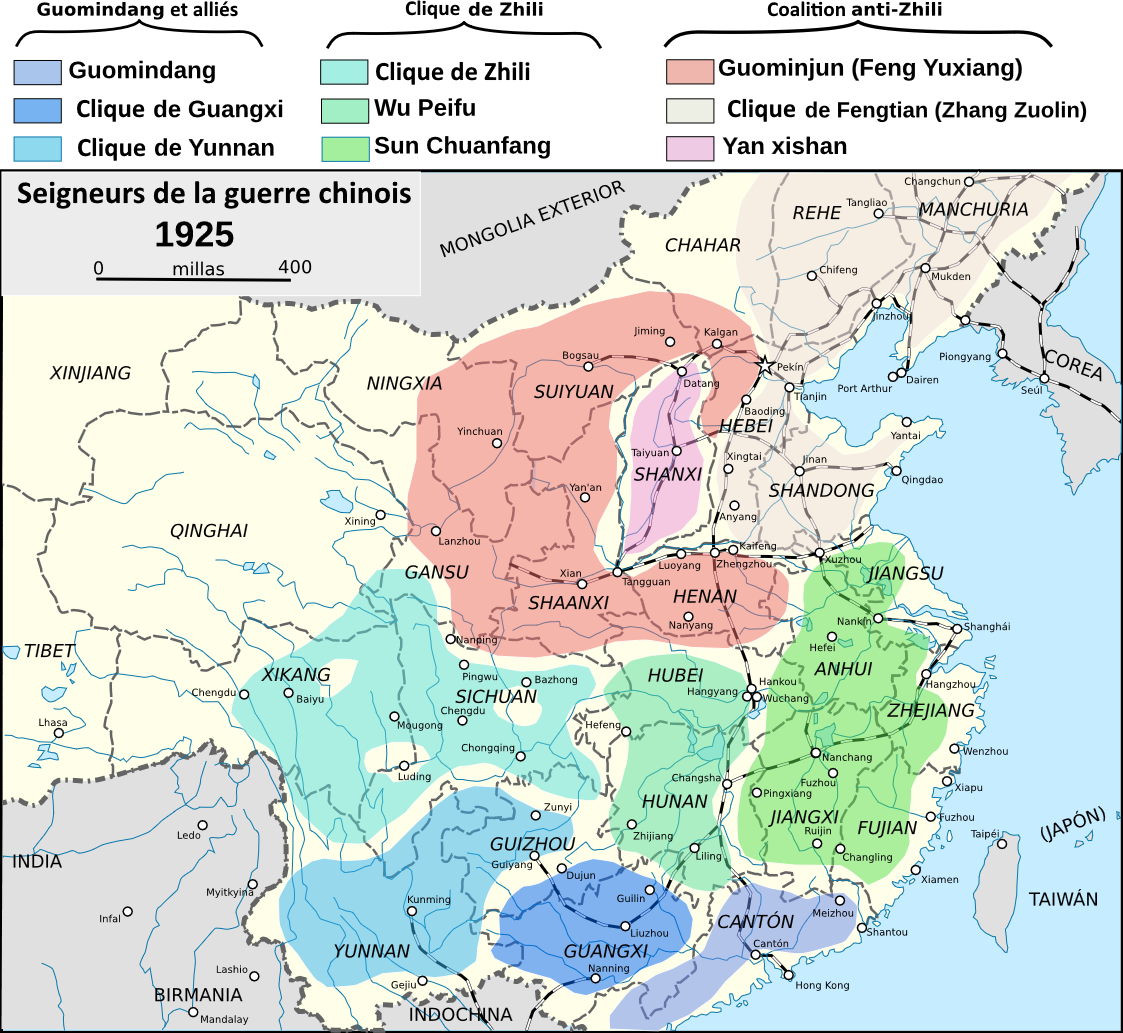
Carte de la Chine en 1925
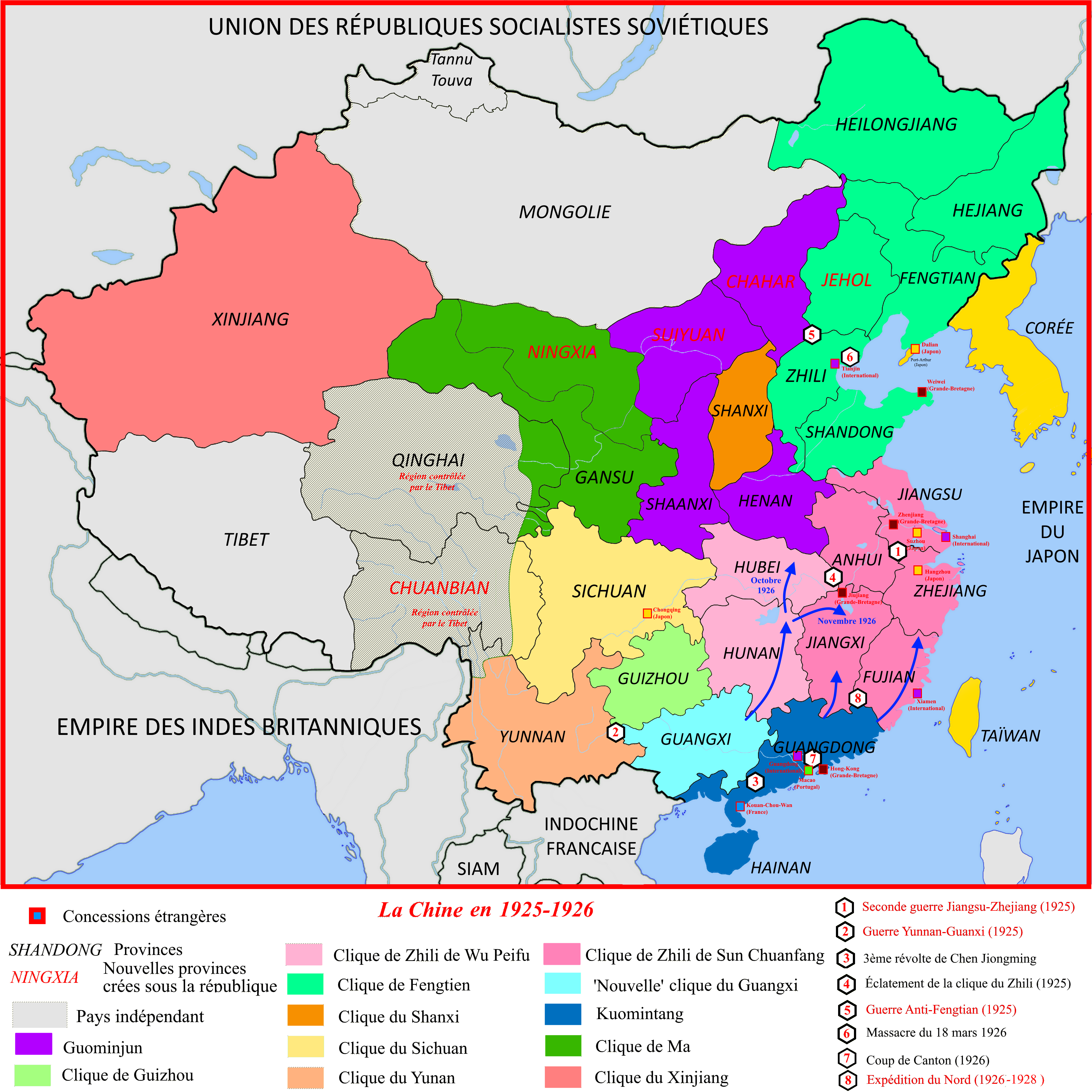
Carte de la Chine de 1925 à 1926
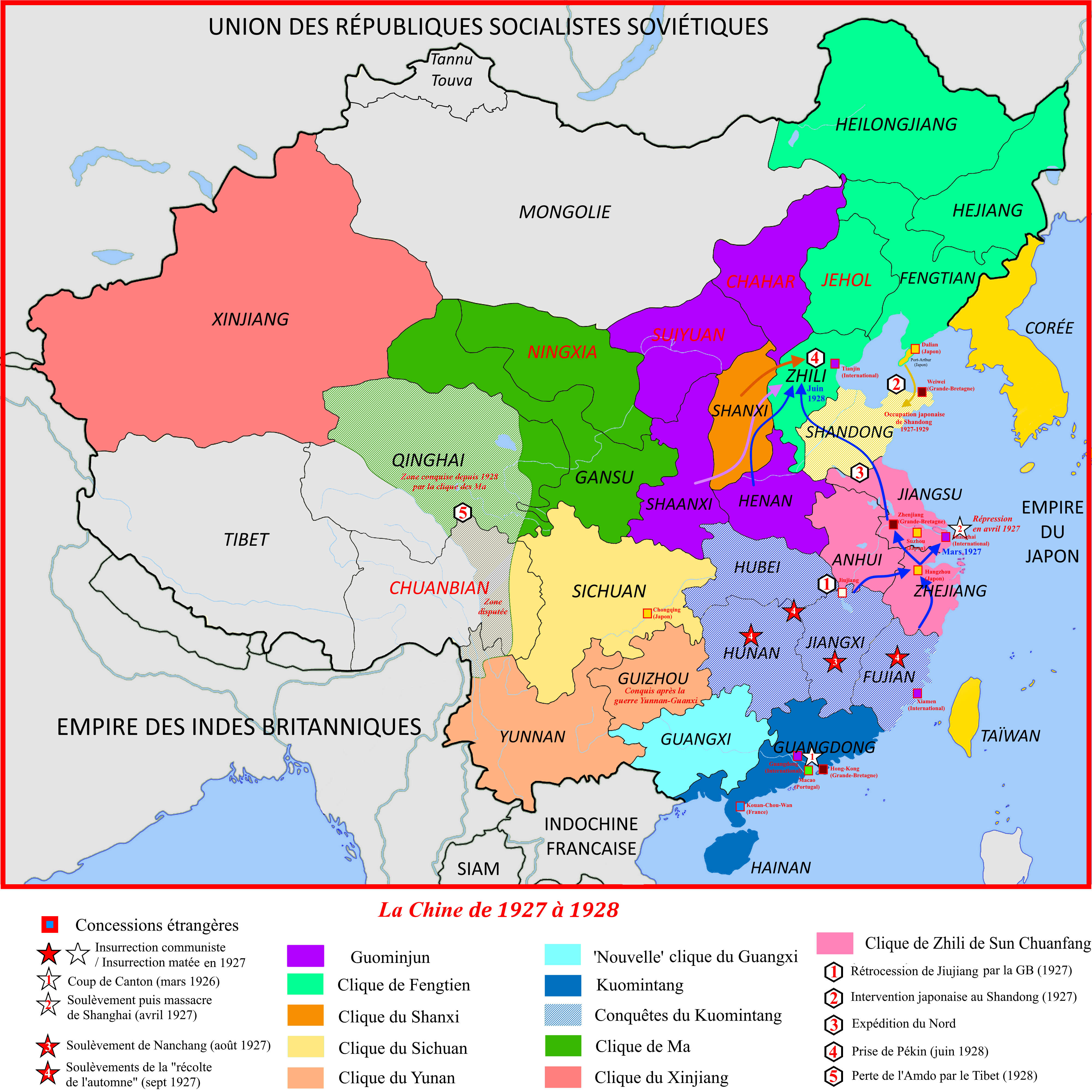
Carte de la Chine de 1927 à 1928
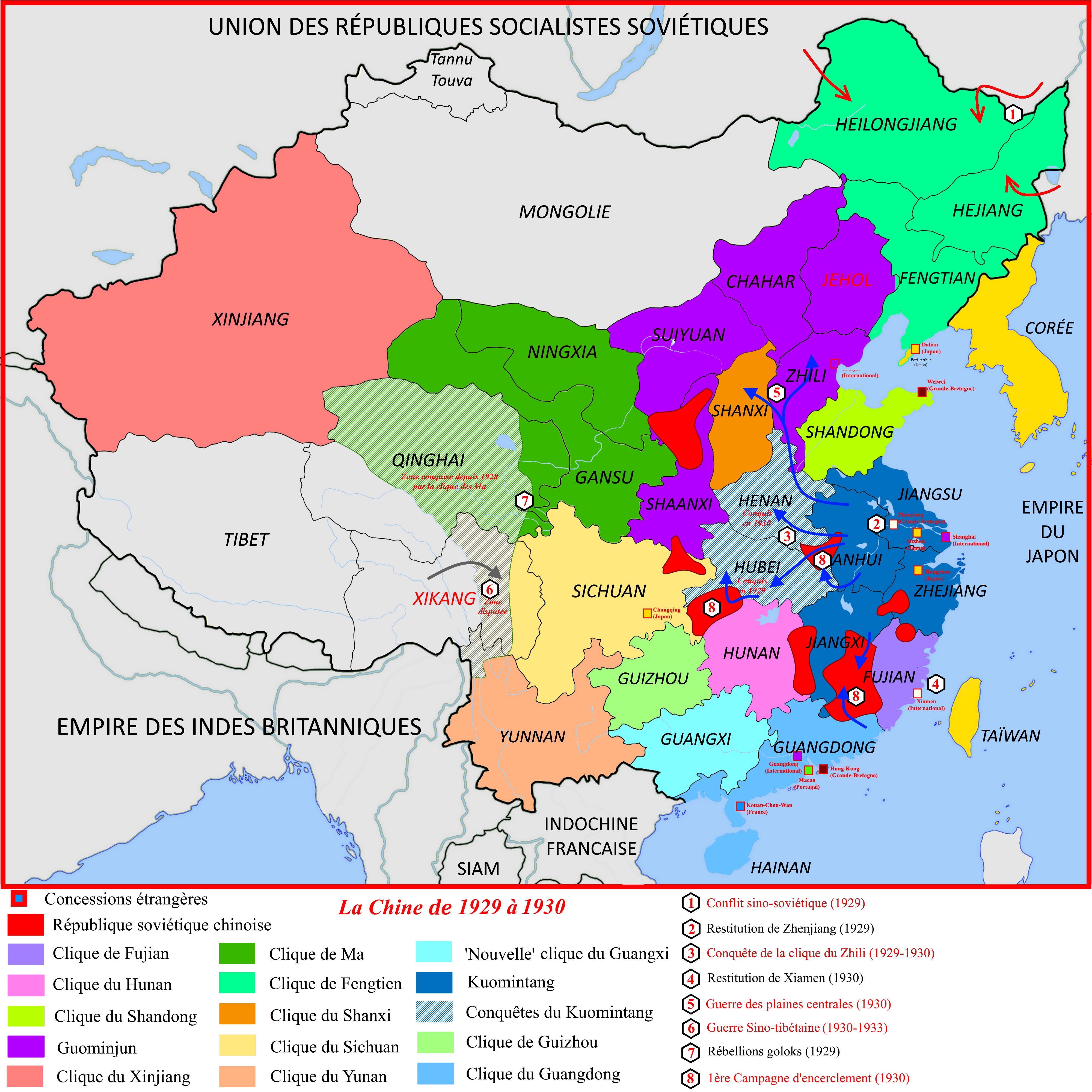
Carte de la Chine de 1929 à 1930